# ۲۷ رجب
۲۷ رجب، بیست و هفتمین روز ماه رجب در تقویم هجری قمری است.
در تقویم هجری قمری قراردادی این روز دویست و چهارمین روز سال است.

## رویدادها
- ۱۳ قبل از هجرت ‐ بعثت محمد، پیامبر اسلام

## درگذشت‌ها
- ۳۳۱ – نصر دوم سامانی امیر سامانیان